# Sue Dibny
Susan "Sue" Dearbon Dibny, più nota come Sue Dibny, è un personaggio dei fumetti DC Comics, solitamente associata ad Elongated Man. Creata da John Broome e Carmine Infantino, il personaggio comparve per la prima volta in Flash (vol. 1) n. 119 del marzo 1961. Nel 2004, fu al centro di una storia molto controversa, nella quale Sue veniva assassinata dopo essere stata stuprata.

## Biografia del personaggio
Moglie del supereroe Ralph Dibny, alias Elongated Man. È una donna bruna, appartenente all'alta società di Westchester County, New York. Ha lavorato part time come amministratore per la Justice League. Ralph e Sue condivisero una lunghissima relazione, spesso paragonati a Nick e Nora Charles. Tutto ebbe inizio quando Ralph si scontrò con lei al ballo dei debuttanti, fingendo di essere un ladro di gioielli, per dare un'occhiata alla bella Sue. Ciò che seguì fu un romanticismo turbinante, con Ralph e Sue sposati poco dopo, con Barry Allen in qualità di testimone. Ciò che avvenne dopo fu una vita di avventure ed eroismi, dato che Sue, sempre al fianco di Ralph, viaggiava con il marito in giro per il mondo come membro della Justice League. Questo li espose a diversi pericoli associati al loro stile di vita, compresa un momento in cui Sue è andata vicinissima alla morte, a causa di un tentacolo di un parassita alieno, o l'essere stata rapita dal super criminale Sonar I, per diventare sua consorte. Attraverso tutto, Sue e Ralph rimasero sempre insieme, anche quando le missioni comportavano altissimi rischi. Molti lettori considerarono e considerano tuttora la loro relazione come una boccata d'aria fresca in un'epoca dei fumetti nel divenire sempre più scura. Recentemente, Sue e Ralph furono coinvolti in una battaglia per Opal City, casa dei vari Starman. Ralph si incontrò con Hamilton Drew, un leggendario detective di Opal City; i Dibny furono fondamentali per la salvezza della città dall'attacco di alcuni super criminali. Dopo il caso, Sue e Ralph si trasferirono nella città, accontentandosi di condividere la loro vita come supereroe detective e moglie.

### Superamici
Sue fu anche un membro dei Superamici, gruppo precedente alla Justice League. Dato che non aveva alcun superpotere, passò la maggior parte del tempo al quartier generale dei Superamici, conversando con il fondatore del team, Maxwell Lord.

### Morte
Il mistero dell'omicidio di Crisi d'identità del 2004 iniziò l'assassinio di Sue a causa di Jean Loring. Loring metteva in pericolo le famiglie dei supereroi nel tentativo di riconciliarsi con il marito, Ray Palmer. Loring utilizzò i poteri di Atomo per viaggiare nel cervello di Sue, causandole accidentalmente un aneurisma. Durante il corso della serie, fu rivelato che nel passato, Sue fu stuprata dal Dottor Light. Nel tentativo di impedirle di ferire altri famigliari di supereroi, la maga Zatanna tentò di riabilitare magicamente il Dottor Light. Batman invece voleva un'altra punizione per il Dottor Light, ma la sua mente era già sotto il controllo di Zatanna. Light fu il primo sospettato, finché Ray Palmer scoprì che la morte di Sue era opera di sua moglie. Durante il conflitto contro i Sinestro Corps, Superman Prime menzionò che la sua rabbia per la morte di Sue Dibny fu uno dei motivi delle sue azioni nel corso di Crisi Infinite.

### 52
Durante la serie 52, un culto kryptoniano, avente come membro Wonder Girl, tentò di resuscitare Sue Dibny dalla morte. Attrassero l'attenzione di un depotenziato Ralph Dibny disegnando, sulla sua tomba con la vernice spray la parola kryptoniana per la resurrezione, il simbolo di Superman alla rovescia. Ralph e il team di supereroi si infiltrarono alla cerimonia di resurrezione. Convinto che la cerimonia fosse un bluff, Ralph e gli altri attaccarono il tempio, successivamente dato dalle fiamme. Tuttavia, Ralph era convinto che la resurrezione non fosse una truffa, quando una rappresentanza di Sue fatta con la paglia iniziò a strisciare verso di lui pronunciando il suo nome. Sebbene questa versione di paglia di Sue venne distrutta nell'incendio, Ralph sopravvisse, dedicandosi alla completa resurrezione di Sue. Tuttavia, in un numero successivo, venne rivelato che il pupazzo era manovrato da Felix Faust grazie ai suoi poteri, con Ralph conscio dell'inganno di Faust, fingendo di credere che quella fosse realmente sua moglie, così da catturare Faust e il suo padrone, Neron.
Nel numero finale di 52, Sue ricomparve al fianco di Ralph, entrambi come fantasmi, dentro una scuola dove si erano verificati degli eventi occulti. La sua frase finale fu "Tesoro, il tuo naso si contrae".

### Un anno dopo
In Batman and the Outsiders n. 5, venne rivelato che Ralph e Sue ottennero o scoprirono l'abilità di possedere corpi umani, come l'abilità di Boston Brand, alias Deadman.

### La notte più profonda
In Blackest Night n. 0, Mano Nera fu visto in un cimitero vicino alle tombe di Sue e Ralph Dibny. In Blackest Night n. 1, divennero membri del Corpo delle Lanterne Nere quando furono attaccati da Hawkman e Hawkgirl; uccisero i due eroi strappando loro i cuori. Sue, Ralph e gli Hawks si unirono più tardi con Ronald Raymond e Martian Manhunter e attaccarono Hal Jordan e Barry Allen. Il combattimento fu interrotto dall'arrivo della Tribù Indigo, che utilizzò i suoi poteri per rimuovere gli anelli neri del potere dalle mani dei coniugi Dibny, mutando i loro corpi in cenere.